# Currículum ocult

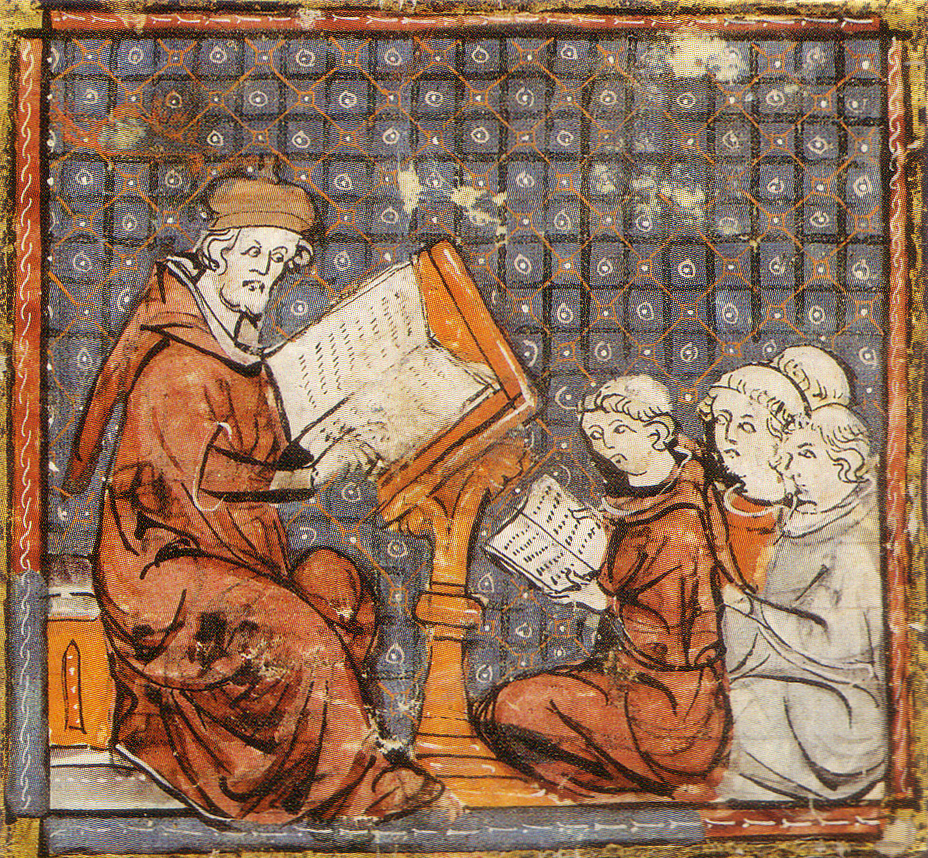
Curs de filosofia a París (finals del segle XIV)

L'expressió currículum ocult o currículum amagat fa referència a un tipus d'aprenentatge el qual es fa a l'àmbit escolar i que reprodueix, sense explicitacions, les condicions de l'entorn sociològic i d'aula —per exemple, les actituds de dominació típiques de les societats capitalistes i patriarcals. En aquest sentit, una crítica del currículum ocult d'un llibre de text de primària, per exemple, assenyalaria els rols diferenciats d'homes i dones en la distribució de funcions professionals o de les tasques a la llar. L'estudi del currículum ocult es fa, sobretot, en el marc de la teoria de la reproducció i de l'estudi de l'hegemonia cultural. A la nostra societat encara s'accepta i es considera el «model masculí» com a currículum educatiu universal.
Al remat, el currículum ocult és allò que s'ensenya a les aules implícitament, com ara mitjançant les actituds i expectatives del professorat, l'orientació acadèmica i professional o el llenguatge. El personal docent també són agents culturals actius, imbuïts en les dinàmiques de la societat i no pas distribuïdors neutrals d'informació. Qüestions com la forma de gestionar els conflictes, l'incentiu a fer preguntes, quines actituds es toleren i quines no, i de quina manera no es toleren. Així, el currículum ocult condiciona no només l'aprenentatge dels alumnes sinó també, i molt especialment, la manera en què ens socialitzem.